# Otto Lüderitz
Otto Lüderitz (Iserlohn, 2 de março de 1920 – 30 de novembro de 2015) foi um imunologista alemão.

## Vida e obra
Lüderitz estudou química a partir de 1940 na Universidade de Göttingen, onde obteve em 1945 um doutorado. Após ser assistente na Universidade de Göttingen (1945–1947) e pesquisador na Suíça e Estados Unidos (1947–1962) foi em 1963 Wissenschaftlicher Mitarbeiter no Max-Planck-Institut für Immunbiologie em Freiburg im Breisgau. Lá foi então em 1965 membro científico da Sociedade Max Planck e diretor do Max-Planck-Institut für Immunbiologie (até 1988).
Pesquisou com seu grupo a estrutura de lipopolissacarídeos (LPS) como antígenos de superfície de bactérias Gram-negativas a partir do lipídeo A, região central e cadeia polissacarídica e mostrou que a parte lipídica A atua como endotoxina.
Recebeu o Prêmio Paul Ehrlich e Ludwig Darmstaedter de 1965.